# Calciumbromat
Calciumbromat ist das Calciumsalz der Bromsäure.

## Darstellung
Calciumbromat kann durch Auflösen von Calciumcarbonat in Bromsäure hergestellt werden.
{\displaystyle \mathrm {CaCO_{3}+2\ HBrO_{3}\longrightarrow Ca(BrO_{3})_{2}+H_{2}O+CO_{2}\uparrow } }
Auch durch Salzbildungsreaktion von Calciumhydroxid und Bromsäure entsteht Calciumbromat.
{\displaystyle \mathrm {Ca(OH)_{2}+2\ HBrO_{3}\longrightarrow Ca(BrO_{3})_{2}+2\ H_{2}O} }

## Eigenschaften
Calciumbromat kristallisiert als Monohydrat in monoklinen Säulen, die mit Strontiumbromat und Bariumbromat isomorph sind. Zwischen 130 und 150 °C geben sie ihr Kristallwasser ab. Bei 270–300 °C zersetzt sich Calciumbromat zu Calciumbromid.
{\displaystyle \mathrm {Ca(BrO_{3})_{2}\longrightarrow CaBr_{2}+3\ O_{2}\uparrow } }